# 미나카타촌
미나카타촌(일본어: 南向村)은 일본 나가노현 가미이나군에 있던 촌이다. 현재의 나카가와촌에 해당한다.

## 역사
- 1889년 4월 1일 - 정촌제 시행에 의해 3촌의 구역을 확장해 성립하였다.
- 1958년 8월 1일 - 가타기리촌과 합병해, 나카가와촌이 성립하여, 동일 미나카타촌은 폐지되었다.

## 참고문헌
- 角川日本地名大辞典 20 長野県